# Eisenturm (Mainz)

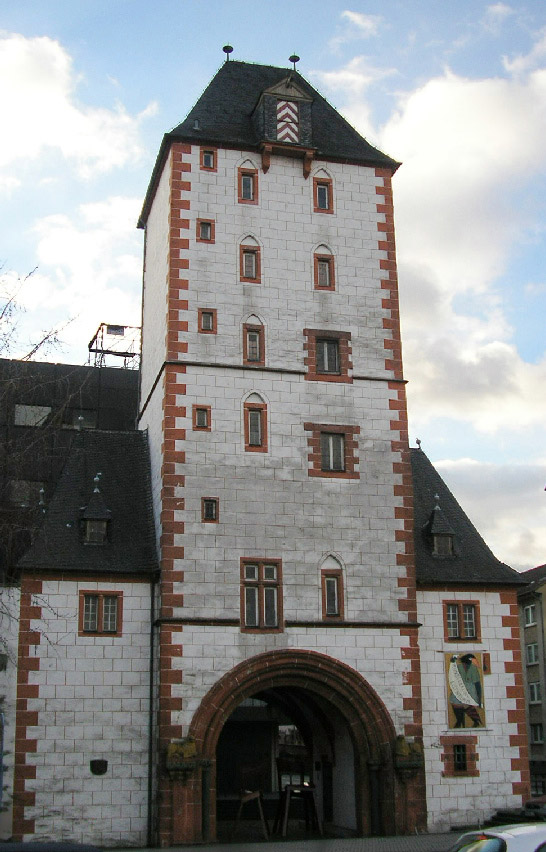
Mainzer Eisenturm

Der Eisenturm in Mainz ist ein mittelalterlicher Stadtturm aus dem beginnenden 13. Jahrhundert mit Ausbauten aus dem 15. Jahrhundert. Namensgebend für das Gebäude war der bis zum 19. Jahrhundert im direkten Umfeld stattfindende Eisenmarkt. Zusammen mit dem Holzturm und dem Alexanderturm ist er einer der drei heute noch existierenden Stadttürme der Mainzer Stadtmauer.
Der Eisenturm diente im Rahmen der Stadtbefestigung als Wachturm und Stadttor und später als Gefängnis. Im Zweiten Weltkrieg wurde er schwer beschädigt und in den 1960er Jahren rekonstruiert. Heute beherbergt der Eisenturm verschiedene Künstlerinitiativen und Vereine und dient als Ort für Künstlerausstellungen.

## Vorgeschichte: Die Mainzer Stadtbefestigung

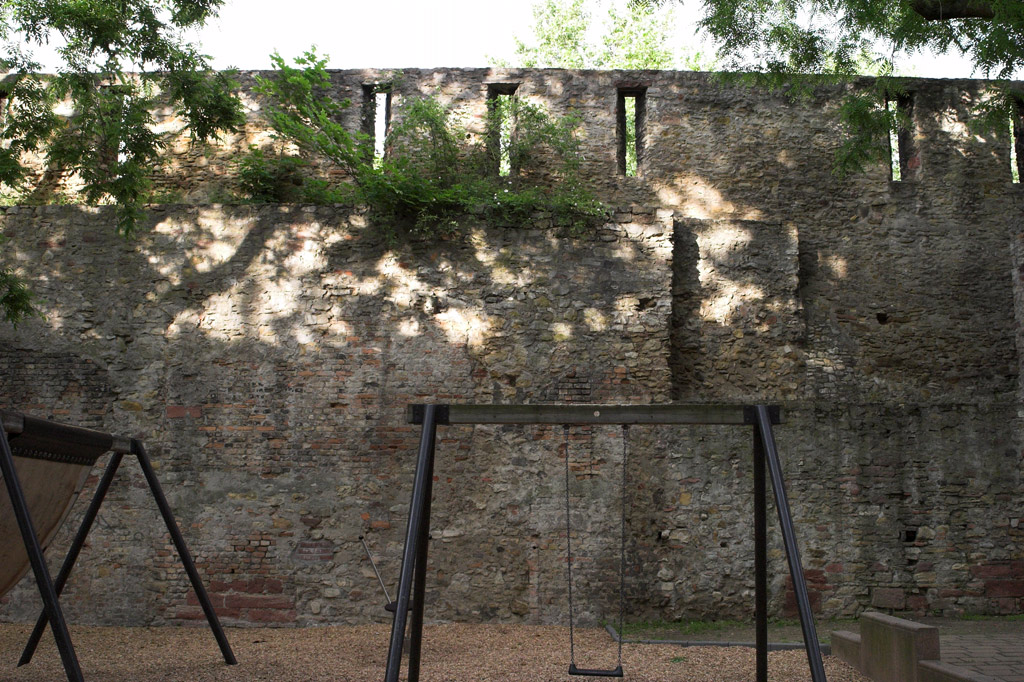
Reste der mittelalterlichen Mainzer Stadtmauer in der Schlossergasse (Stadtseite).

Die Stadt Mainz hatte bereits seit spätrömischer Zeit eine eigene Stadtbefestigung mit Mauer, Türmen und Stadttoren. Kurz vor dem Fall des Limes 259/260 wurde der erste Mauerring um die Stadt Mogontiacum errichtet. Nicht lange nach 350 wurde die Stadtmauer des spätantiken Mogontiacum im Zuge der Aufgabe des Legionslagers deutlich verkürzt und unter Verwendung älteren Baumaterials (Spolien) ausgebaut und verstärkt. Nach dem Abzug der Römer kam es vor allem in merowingischer und karolingischer Zeit zu Ausbesserungsarbeiten an der römischen Stadtmauer. Es entstand die in der Mainzer Stadtarchäologie als „römisch-karolingisch“ bezeichnete Stadtmauer.
Die Kontinuität der frühmittelalterlichen Stadtbefestigung wurde aber 1160 drastisch unterbrochen. Nachdem Mainzer Bürger nach langanhaltendem Streit mit ihrem Erzbischof Arnold von Selenhofen (und dem staufischen Kaiser Friedrich I. Barbarossa) diesen erschlugen, verhängte Kaiser Friedrich I. 1163 zur Strafe die Reichsacht über die Stadt. Ihre Stadtmauer mitsamt den Stadttürmen wurde geschleift (nach einigen Historikern beschränkte man sich dabei allerdings auf die Zerstörung der Tortürme).
Da die Stadt Mainz ein wichtiger politischer und strategischer Verbündeter im Kampf der Staufer gegen die Welfen um die Vorherrschaft in Deutschland war, wurde bereits um 1190/1200 die Erlaubnis zum Neuaufbau einer Stadtbefestigung erteilt. In dieser Bauphase entstand auch der Eisenturm als einer von insgesamt 34 Tor- und Wachtürmen.

## Architekturstil und Bauphasen

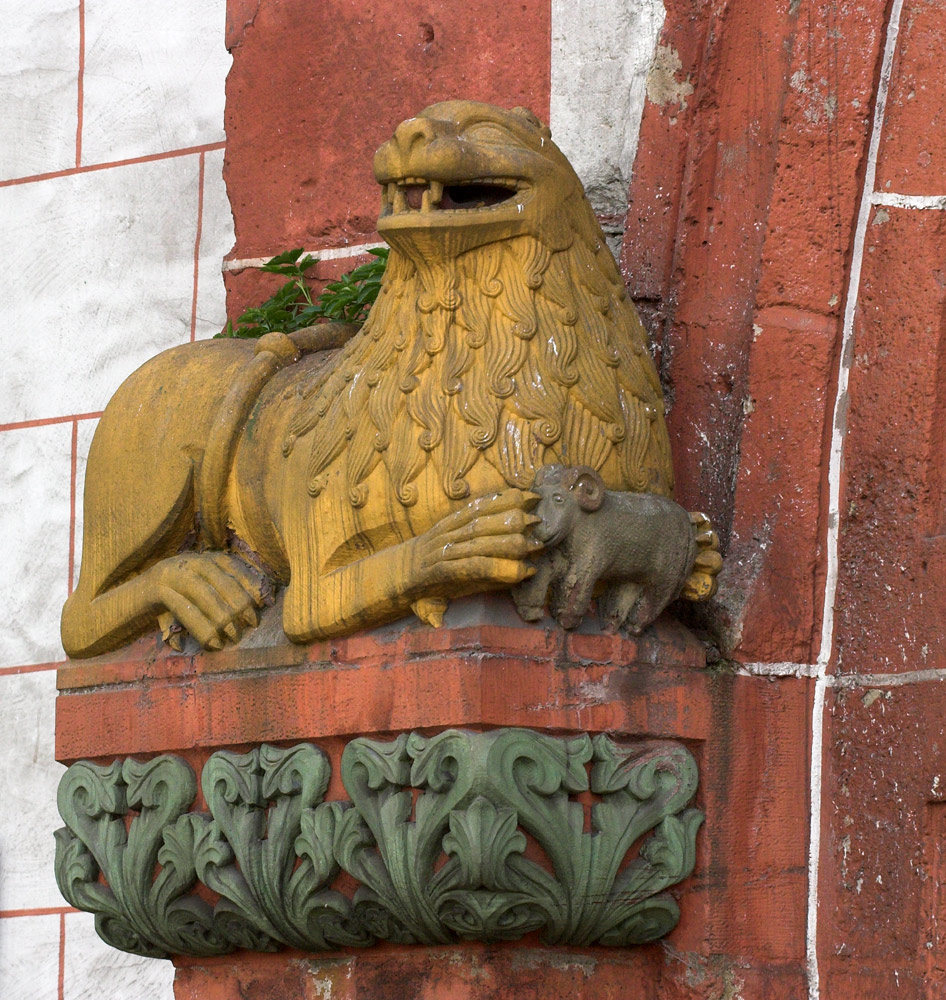
Spätromanische Löwenskulptur am Eisenturm (um 1240)

Das spätromanische Torgeschoss des Eisenturms mit dem Rundbogenportal wurde in der ersten Hälfte des 13. Jahrhunderts, eventuell sogar schon um 1200, erbaut. Das Rundbogenportal schmücken zur Rheinseite hin zwei romanische Löwenskulpturen aus Sandstein. Sie befinden sich auf ornamentierten Kämpferaufsätzen über gekehlten Ecksteinen. Eine der Figuren hält einen Widder in ihren Pranken, teilweise interpretiert als Symbol kirchlicher Macht. Die zweite Löwenskulptur hält ein Fabelwesen (Drachen) in ihren Pranken, das Symbol weltlicher Macht. Die beiden Löwenfiguren sind zeittypisch nur stilisiert herausgearbeitet und galten in der romanischen Zeit als Gleichnis abwehrbereiter Wachsamkeit.
In der ersten Hälfte des 15. Jahrhunderts wurden die Geschosse des Turms auf insgesamt sechs Geschosse aufgestockt und dieser damit erhöht. Gegen Ende des 16. Jahrhunderts, eventuell auch schon zu Anfang des 14. Jahrhunderts, verlor das Portal seine Funktion und der Zugang zur Stadt erfolgt über das so genannte Eisentürlein in einem direkt an den Turm angebauten kleineren Gebäude.
Der Eisenturm wurde im 18. Jahrhundert zur Rheinseite hin mit einer Mauer umbaut, die bis in das beginnende 20. Jahrhundert stand. Bis 1945 waren an der Löhrstraßenseite zudem kleinere Fachwerkhäuser angebaut.

## Nutzung im Mittelalter und in der Neuzeit

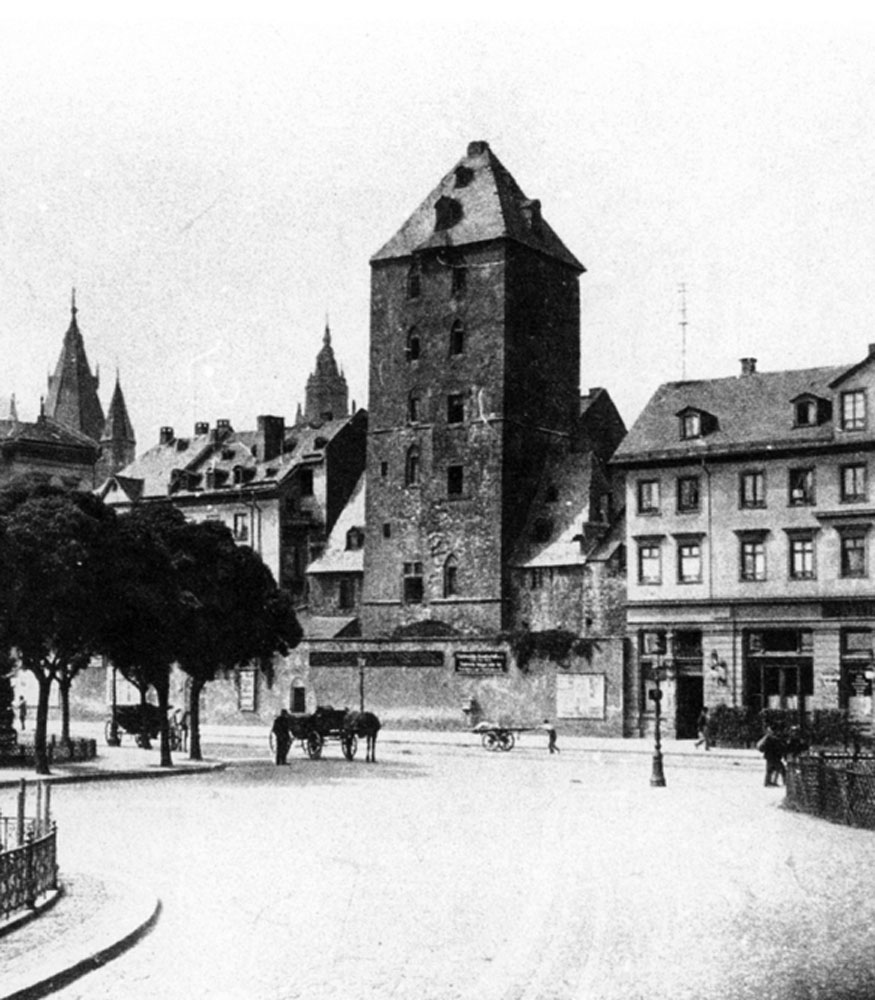
Eisenturm mit Umbauung (um 1900)

Der Eisenturm diente von seiner Erbauung bis in das 16. Jahrhundert als Stadt- und Torturm im Rahmen der Mainzer Stadtbefestigung. Seinen durchaus auch repräsentativer Charakter verdankte er der im Mittelalter durch die Rheinschifffahrt stark frequentierten Rheinfront und dem Handelsschwerpunkt der Stadt am Rhein. Der Eisenturm bildete dabei zusammen mit den anderen Türmen der Rheinseite (Holzturm, Fischturm u. a.) einen weltlich-architektonischen Gegensatz zu den vielen Kirchtürmen der Kirchenstadt Mainz.
Im Mittelalter wurde rund um den Eisenturm der Markt der Mainzer Eisenhändler abgehalten, welcher dem Turm den bis heute gebräuchlichen Namen gab. Ab dem 17. Jahrhundert nutzte man die oberen Turmgeschosse als Hauptgefängnis. Prominente Gefangene des damals französischen Mayence, die im Eisenturm eingesperrt wurden, waren 1813 einige Offiziere des Lützowschen Freikorps. Nach 1848/1849 saßen hier die Mainzer Revolutionäre im Anschluss an die Märzrevolution als politische Gefangene bis zu ihrer Freisprechung 1850 in Haft.
1900 sollte der Eisenturm abgerissen werden. Der Mainzer Altertumsverein rettete allerdings das Gebäude und der Eisenturm ging 1905 in das Eigentum der Stadt Mainz über. Nach dieser Zeit beherbergte der Eisenturm die private Malschule des Malers Philipp Zeltner und kleinere Wohnungen. In dem durch die rheinseitige Ummauerung gebildeten Hof wurden damals auch alte Steindenkmäler der Mainzer Stadtgeschichte provisorisch gelagert.

## Zerstörung und Wiederaufbau
Im Zweiten Weltkrieg wurde der Eisenturm wie die gesamte Innenstadt von Mainz stark zerstört. Der Turm brannte vollständig aus, ebenso der Dachstuhl. 1958 wurde der Eisenturm wieder aufgebaut und mit einem neuen Dach, einem schiefergedeckten Walmdach, versehen. Die ihn umgebende Ummauerung wurde Anfang der 1970er Jahre im Zuge der Neugestaltung des benachbarten Wohngebiets Zum Brand niedergelegt. Links und rechts des Eisenturms wurden Rekonstruktionen der Anbauten sowie ein Stück der Stadtmauer angebaut, die das mittelalterliche Ensemble wieder nahezu originalgetreu wiedergeben sollen. Auch die Eckquaderung und die aufgemalten Fugen wurden nach Originalfunden wiederhergestellt.

## Der Eisenturm heute

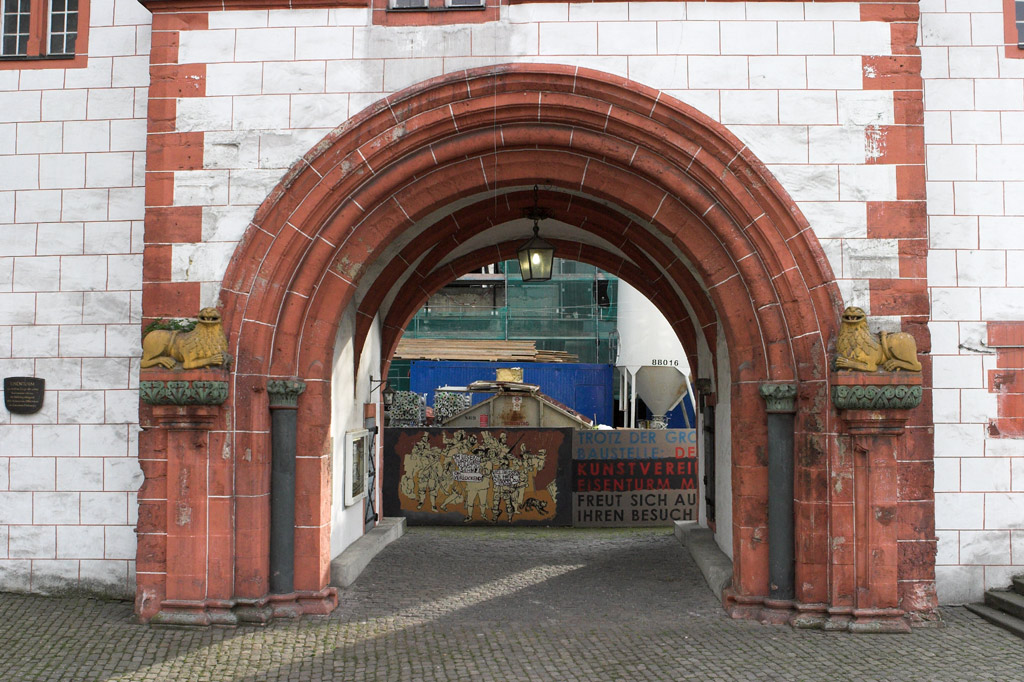
Rundbogenportal des Eisenturms

Der Eisenturm beherbergt heute den Kunstverein Eisenturm Mainz. Die Mainzer Künstler nutzen den Eisenturm als Galerie- und Ausstellungsort und vergeben dort den Mainzer Eisenturm-Preis. Auch andere öffentliche Einrichtungen und Vereine beispielsweise der Fotoclub Mainz und der Rotaract Club Mainz haben im Eisenturm ihr Domizil.
Im Rahmen der bundesweiten Veranstaltung Tag des offenen Denkmals kann der Eisenturm besichtigt werden.